# 운슈푼넨성
운슈푼넨성(Unspunnen Castle)은 스위스 베른고원에 위치한 기초자치단체인 빌더스빌에 있던 성으로 현재는 성터만 남아 있다. 인터라켄의 거리를 바라보는 현재의 장소에 쌓아 올린 것은 12세기로 추정된다.
성터 아래에서는 스위스의 전통 경기의 축전인 운슈푼넨 축제가 개최된다.

## 역사
운슈푼넨성은 13세기부터 14세기에 걸쳐 베른고원에 둘러싸인 남작가의 영지의 중심지였다. 그러나 성을 쌓은 인물이나 남작가의 인물은 알려져 있지 않다. 1298년 처음으로 역사에 등장하는 로텐플루의 동굴 성채와 1232년 역사에 등장한 운슈푼넨성은 중세 후기에 인터라켄 근교의 구슈타이크에 있는 루치넨 다리를 지키는 역할이 있었다.
1224년에 베덴스빌 남작가와 혼인한 툰의 영주 브룩하르트가 13세기 동안 성을 얻은 이후 브룩하르트의 영지에 속하게 되었다. 1280년에 영지는 상속을 위해 이분되어 에셴바흐 남작이 운슈푼넨성과 소속 촌락을 계승했고, 바이세나우성의 바이센부르크 남작이 로텐플루성과 소속촌을 계승한 것으로 보인다.
1308년, 조카 요한 파리치다에 의해 로마의 황제 알브레히트 1세가 암살되면서, 오스트리아 합스부르크 가문이 에셴바흐 영지의 영유권을 주장했지만, 1318년에는 바이센부르크 남작에 대한 대가로 이 영지를 저당잡았다. 1332년, 요한 폰 바이센부르크에 대항하여 운슈푼넨 주변의 농민이 봉기했지만, 진압당하고, 주동자들은 운슈푼넨성에 투옥되었다. 1334년 베른이 오버하슬리 지방을 침공하여 운슈푼넨성은 포위되었다. 베른이 성을 함락시키자 죄수들은 석방되었고 베른이 성을 관할하게 되었다.
1339년, 라우펜 전투에서 베른이 승리하자, 운슈푼넨성과 로텐플루흐성은 강화를 위해 베른이 저당한 부동산으로 승인되었다. 그러나 몇 년 후인 1342년, 합스부르크 가문은 저당권을 되찾았다. 그리하여 합스부르크 가문에 동조한 인터라켄과 할비르의 영주와 키부르크 가문으로 양도되었다. 1386년 젬파흐 전투 가운데 베른은 이 지역을 점령했고, 1397년에는 저당권을 회수했다. 이듬해 베른은 성과 영지를 베른 시민인 제프티겐 가문과 샤르나흐타르 가문에 매각했다. 그러나 1418년과 1515년 두 번에 걸쳐, 베른 정부는 양가의 상속인으로부터 그 영지를 되찾았다. 1529년에는 운슈푼넨 지방을 정부의 직할지로 삼았다.
1762년, 운슈푼넨 지방의 토지는 인터라켄 행정청으로 이관되었고, 성은 이후 유지보수되지 못하고 방치되었다. 그러나 성터는 1805년 운슈푼넨 축제로 유명해졌고, 이후 축제와 함께 성터의 청소와 수리가 이루어지게 되었다.